# Natan Trzaskała
Natan Trzaskała, także Nussen Trzaskała (ur. 1908, zm. ?) – polski rabin.
Przed II wojną światową był rabinem Leszna. W czasie wojny przebywał w obozach koncentracyjnych na Dolnym Śląsku. W 1947 przyjechał do Gdańska, gdzie prowadził modły, nauczał młodzież języka hebrajskiego i był rzezakiem. Był członkiem zarządu Kongregacji Wyznania Mojżeszowego w Gdańsku, gdańskiego oddziału Zjednoczenia Syjonistów Demokratów Ichud oraz Towarzystwa Ochrony Zdrowia Ludności Żydowskiej. Zajmował się zbieraniem pieniędzy na Fundusz Podwalin.
W 1949 wyemigrował do Izraela.